# 下坎西
下坎西（法語：Quincy-Basse，法語發音：[kɛ̃si bas]）是法国上法蘭西大區埃纳省的一个市镇，属于拉昂区。

## 地理
下坎西（49°30'56"N, 3°22'39"E）面积3.87 平方千米，位于法国上法蘭西大區埃纳省，该省份为法国北部内陆省份，北起北部省，西接索姆省和瓦兹省，东临阿登省和马恩省，西南至塞纳-马恩省，东北部与比利时接壤。
与下坎西接壤的市镇（或旧市镇、城区）包括：巴索勒欧莱尔、布朗库尔-昂洛努瓦、朗德里库尔、大阿尼济。

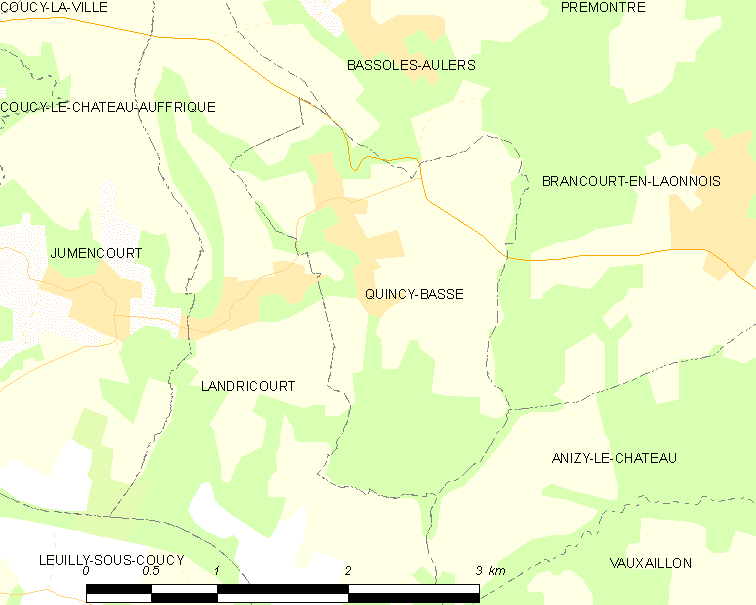
下坎西的OSM定位图

下坎西的时区为UTC+01:00、UTC+02:00（夏令时）。

## 行政
下坎西的邮政编码为02380，INSEE市镇编码为02632。

## 政治
下坎西所属的省级选区为埃纳河畔维克县。

## 人口

1962-2008年间下坎西人口变化图示

下坎西于2022年1月1日时的人口数量为54人。